# 津室隆夫
津室 隆夫（つむろ たかお、1929年1月15日 – 2005年11月22日）は、総合建設会社・大林組の第4代社長である。日本経営者団体連盟（現日本経済団体連合会）常任理事および政策委員、日本サテライトオフィス協会理事も務めた。

## 来歴・人物
1929年1月15日、大阪府大阪市で誕生。京都大学工学部建築学科を卒業後、大林組に入社した。
東京本社に新設された「エンジニアリング本部」の初代本部長に就任。1989年6月、第3代社長・大林芳郎の後を継いだ。創業者一族以外の社長就任は同社史上初である。
1990年7月にCI（コーポレートアイデンティティ）を導入、新たな社章の制定や地球環境部の設置を行った。また、創業100周年となる1991年には、長期経営ビジョン「大林組ルネッサンス111」の策定を推進した。
1997年6月、4期8年務めた社長職を向笠愼二に譲り、副会長に就任した。
2000年9月27日、駐日フランス大使より国家功労勲章シュバリエを受章。1966年にソレタンシュ社（Soletanche）から導入した地中連続壁構築技術、いわゆる「ソレタンシュ工法」の改良による、日仏間の経済交流の発展への貢献が評価された（外部リンクを参照）。
2005年11月22日午前5時55分、心不全のため渋谷区の病院で死去した。享年76。

## 略歴
- 1929年　大阪市で誕生
- 1952年　京都大学を卒業、大林組に入社
- 1978年　四国支店長に就任
- 1983年　取締役に就任
- 1985年　常務取締役に就任
- 1987年　専務取締役に就任
- 1989年　代表取締役社長に就任
- 1997年　副会長に就任
- 1999年　相談役に就任
- 2005年　心不全で死去